# Nossa Senhora da Graça dos Degolados
Nossa Senhora da Graça dos Degolados is een plaats (freguesia) in de Portugese gemeente Campo Maior en telt 536 inwoners (2001).

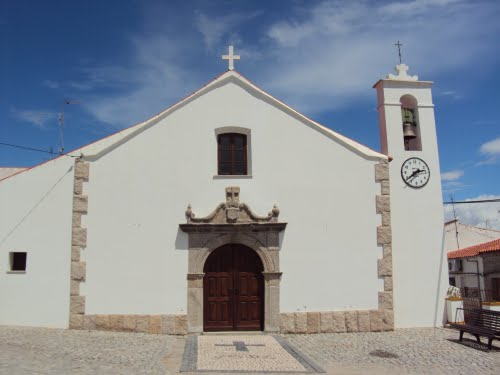
Kerk
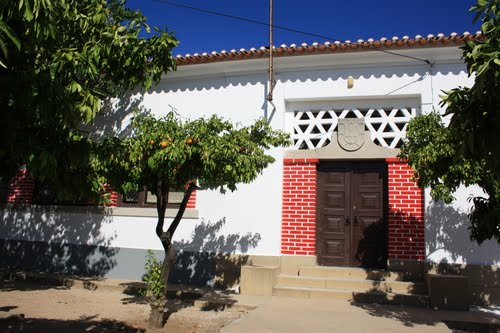
School